# Francis Patrick Kenrick
Francis Patrick Kenrick (3. prosince 1796/1797 Dublin – 8. července 1863 Baltimore) byl katolickým duchovním, biskupem-koadjutorem filadelfské diecéze (1830–1842), 3. biskupem filadelfským (1842–1851) a od 1851 6. arcibiskupem baltimorským. Jeho bratr, Peter Richard Kenrick, byl arcibiskupem ze Saint Louis.